# Вечеринка с выстрелами по ногам (фильм)
«Вечеринка с выстрелами по ногам» (англ. The Foot Shooting Party) — американский короткометражный фильм 1994 года режиссёра Аннетт Хэйвуд-Картер. Автором сценария выступил Кен Картер. Главные роли исполнил Леонардо Ди Каприо, Джейк Бьюзи, Брэдли Грегг, Дэрин Химс.

## Сюжет
В центре сюжета солист начинающей рок-группы, которого призывают в армию. Его служба должна пройти во Вьетнаме, однако его друзья собираются прострелить ему ногу, чтобы он смог избежать призыва. Однако, сделать выстрел оказалось не так просто, как все ожидали.

## В ролях
| Актёр              | Роль       |
| ------------------ | ---------- |
| Леонардо Ди Каприо | Bud        |
| Джейк Бьюзи        | Tree       |
| Брэдли Грегг       | Uncle Rose |
| Дэрин Химс         | Mandrake   |
| Майкл Рапапорт     | Lizard     |
| Мерл Кеннеди       | Susan      |
| Сара Лассез        | Debbie     |
| Робин Суид         | Dot        |